# Johannes Schickhardt
Johannes Schickhardt (* 1586 in Herrenberg; † 12. Dezember 1623 ebenda) war ein städtischer Schreiber in Herrenberg, der auch die Ämter Kastenpfleger und Keller innehatte. Er war ein Sohn des Baumeisters Heinrich Schickhardt. und ein jüngerer Bruder Lucas Schickhardts.

## Leben
Johannes Schickhardt war der zweitälteste Sohn von Heinrich Schickhardt und seiner Frau Barbara geb. Grüninger. Nachdem er den Beruf des Schreibers erlernt hatte, arbeitete er als städtischer Schreiber in Herrenberg. Am 1. Juli 1613 heiratete er Brigitta Leyrer (1588–1638), eine Tochter des angesehenen und reichen Bürgermeisters und Untervogts von Herrenberg, Bernhard Leyrer († 1602). Aus diesem Anlass wurde eine große Hochzeit veranstaltet, für die Heinrich Schickhardt eine Erlaubnis bei Herzog Johann Friedrich einholen musste, weil die Anzahl der Hochzeitsgäste grundsätzlich auf 60 Personen begrenzt war. Das Paar wohnte dann in der oberen Bronnengasse, in dem großen Haus Heinrich Schickhardts, der ja inzwischen in Stuttgart wohnte. Der Vater übertrug dem Sohn die Verwaltung des Hauses.
Zwar hatte Johannes Schickhardt zwei städtische Ämter – Kastenpfleger und Keller – inne, doch dies befriedigte seinen Ehrgeiz (oder den seines Vaters) offenbar nicht. Heinrich Schickhardt versuchte, ihm zu einem Posten in der herzoglichen Verwaltung zu verhelfen, indem er am 14. März 1615 eine Bittschrift mit Hinweisen auf eigene Verdienste an den Herzog verfasste. Die Bitte hatte jedoch keinen Erfolg.

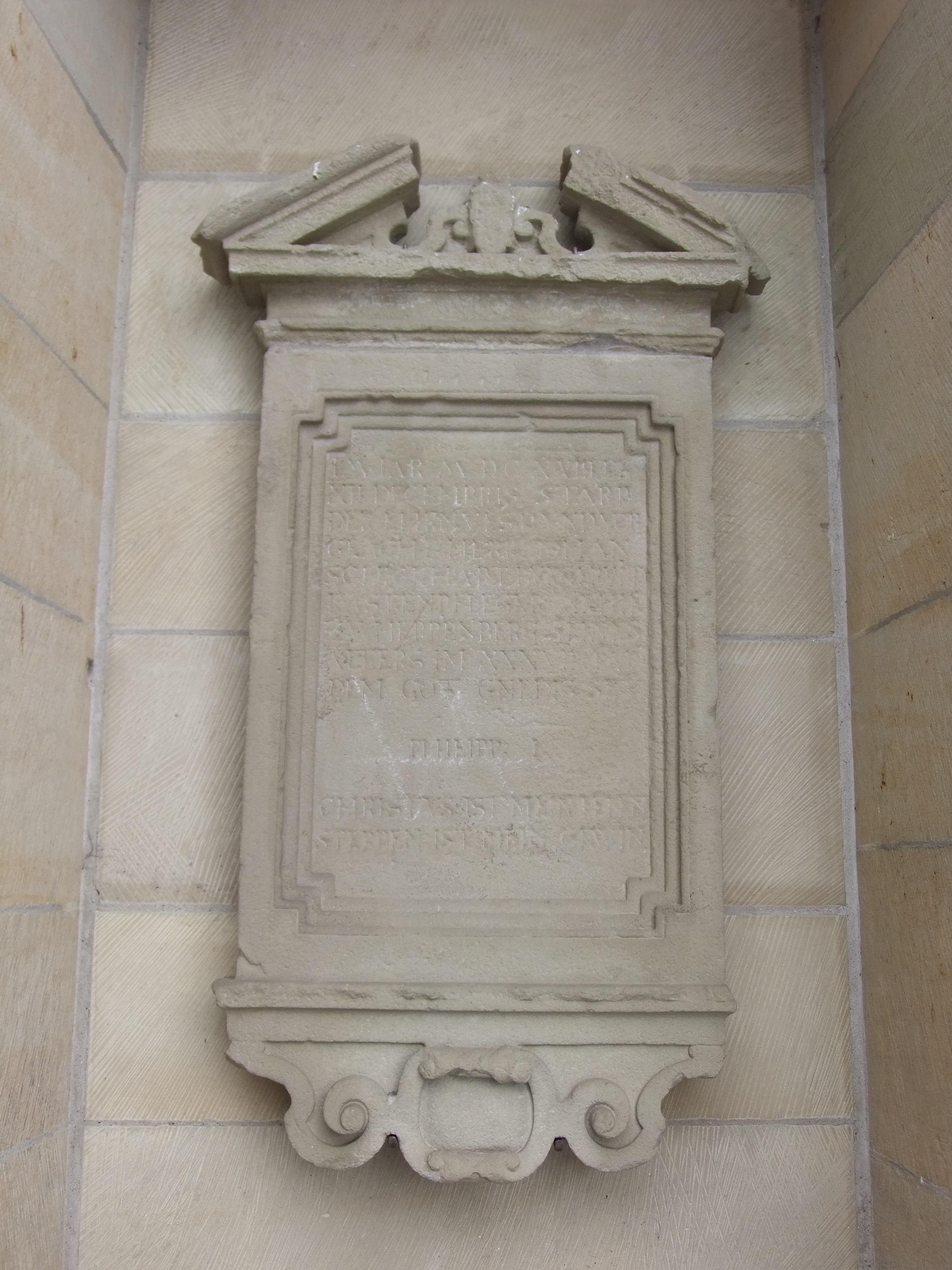
Epitaph Johannes Schickhardts an der Herrenberger Stiftskirche (2017). Der Text der inzwischen schlecht lesbaren Inschrift lautet: IM IAR MDCXXIII D[E]N / XII. DECEMBRIS STARB / DER EHRNVEST VND VOR / GEACHT HERR IOHAN / SCHICKHART; BVRGER VND / KASTENPFLEGER ALHIE / ZV HERRENBERG, SEINES / ALTERS IM XXXVII IAR, / DEM GOT GNEDIG SEI. // PHILIPP[ER] I: / CHRISTVS IST MEIN LEBEN / STERBEN IST MEIN GEWIN.

Johannes Schickhardt starb mit nur 37 Jahren. Als Sohn einer sehr bedeutenden Herrenberger Persönlichkeit wurde er offenbar auf dem Kirchhof an der Stiftskirche begraben, obwohl in Normalfällen bereits seit dem 16. Jahrhundert der Mühlhausener Friedhof vor den Stadttoren für Beerdigungen benutzt wurde. Ein steinernes Epitaph zu seinen Ehren wurde an einer Mauer im südöstlichen Außenbereich der Stiftskirche angebracht. Um es besser vor der Witterung zu schützen, wurde das inzwischen sichtbar angegriffene Epitaph 1999 auf Betreiben von Dr. Martin Zeller in eine Außennische an der Nordfassade der Kirche verlegt.
Nach dem frühen Tod ihres Mannes heiratete Brigitta Schickhardt den Stuttgarter Johann Jakob Adelung, der nach Herrenberg kam. Heinrich Schickhardt überließ den beiden seine Herrenberger Güter, jedoch zu gleichen Bedingungen, die seine sonstigen Pächter hatten.
Johannes Töchter, Anna Barbara und Brigitta, fuhren wohl mehrmals zu kürzeren Aufenthalten zu dessen Cousin Wilhelm Schickard nach Tübingen.
Da alle seine Kinder bereits verstorben waren, bestimmte Heinrich Schickhardt Johannes’ Tochter Brigitta zu seiner Universalerbin.

## Kinder
- Anna Barbara (* 1614; † 4. Dezember 1635)
- Brigitta (* 1617; † 1688), ⚭ 23. Mai 1637 Hofgerichtsassessor Johann Martin Hiller